# Chroniochilus virescens
Chroniochilus virescens är en orkidéart som först beskrevs av Henry Nicholas Ridley, och fick sitt nu gällande namn av Richard Eric Holttum. Chroniochilus virescens ingår i släktet Chroniochilus och familjen orkidéer. Inga underarter finns listade i Catalogue of Life.